# Tassadia burchelii
Tassadia burchelii är en oleanderväxtart som beskrevs av Fourn.. Tassadia burchelii ingår i släktet Tassadia och familjen oleanderväxter. Inga underarter finns listade i Catalogue of Life.